# Antebellum (Estados Unidos)

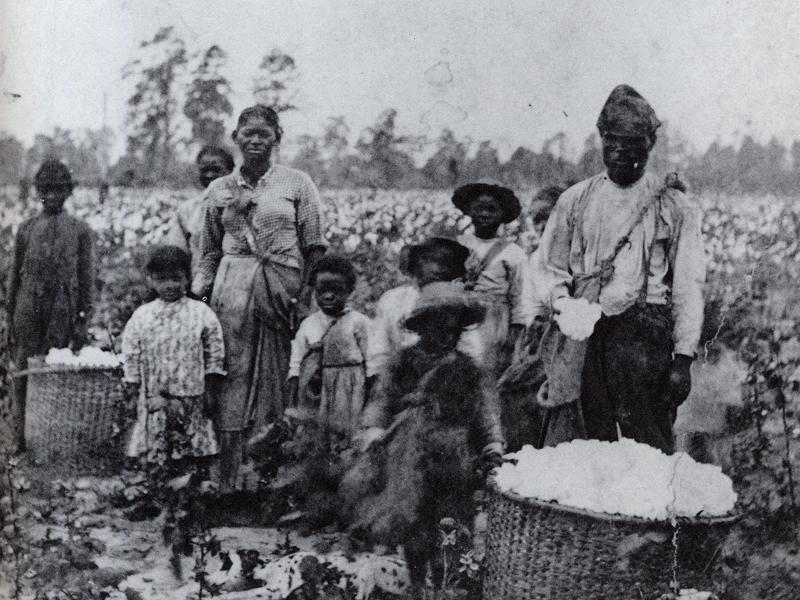
Había poco más de 3,2 millones de esclavos en los EE. UU. en 1850, alrededor del 14% de la población total.

La era Antebellum (en latín: ante bellum, lit. 'antes de la guerra') fue un periodo en la historia del sur de Estados Unidos que abarcó desde el final de la guerra de 1812 hasta el comienzo de la guerra de Secesión en 1861. El Antebellum se caracterizó por el uso de la esclavitud y la cultura que fomentó. A medida que avanzaba la era, los intelectuales y líderes del sur pasaron gradualmente de retratar la esclavitud como un sistema vergonzoso y temporal, a defender la esclavitud como un bien positivo, y criticaron duramente al naciente movimiento abolicionista.
La economía se basaba en gran medida en las plantaciones y dependía de las exportaciones. La sociedad era estratificada, desigual y los inmigrantes la percibían como carente de oportunidades. En consecuencia, la base manufacturera quedó rezagada con respecto a los estados no esclavistas. La desigualdad de riqueza creció a medida que los grandes terratenientes se quedaban con la mayor parte de las ganancias generadas por los esclavos, lo que también ayudó a afianzar su poder como clase política.
A medida que el país se expandía hacia el oeste, la propagación de la esclavitud se convirtió en un tema importante en la política nacional, y finalmente desembocó en la Guerra de Secesión. En los años siguientes, este período fue idealizado por revisionistas históricos para proteger tres afirmaciones centrales: que la causa confederada era heroica, que las personas esclavizadas estaban felices y satisfechas, y que la esclavitud no fue la causa principal de la guerra. Este fenómeno ha seguido influyendo en el racismo, los roles de género y las actitudes religiosas en el Sur y, en menor medida, en el resto del país, hasta el día de hoy.

## Historia
En el siglo XVIII, el comercio de esclavos en el Atlántico trajo africanos esclavizados al sur de los Estados Unidos durante el período colonial del país como fuente de mano de obra para la recolección de cultivos. Había casi 700 000 personas esclavizadas en los Estados Unidos en 1790, lo que equivalía a aproximadamente el 18 por ciento de la población total, o aproximadamente una de cada seis personas. Esto persistiría durante los siglos XVII y XVIII, pero no fue hasta la invención de la desmotadora de algodón por Eli Whitney en la década de 1790, que la esclavitud se volvió muy rentable y que se desarrolló el sistema de grandes plantaciones. En los 15 años transcurridos entre la invención de la desmotadora de algodón y la aprobación de la Ley de prohibición de la importación de esclavos, se produjo un aumento en el comercio de esclavos, lo que fomentó el sistema esclavista en los Estados Unidos.

## Estructura económica
El sur Antebellum experimentó grandes expansiones en la agricultura, mientras que el crecimiento de la fabricación se mantuvo relativamente lento. La economía del Sur se caracterizó por un bajo nivel de acumulación de capital (basado en gran medida en mano de obra esclava) y una escasez de capital líquido que, cuando se vio agravada por la necesidad de concentrarse en unos pocos productos básicos, la ideología antiindustrial y antiurbana generalizada, y la reducción de la banca del Sur, llevó a un Sur dependiente del comercio de exportación. A diferencia de las economías del norte y oeste de los Estados Unidos, que dependían principalmente de sus propios mercados nacionales. Dado que el mercado interno del sur consistía principalmente en plantaciones, los estados del sur importaban productos básicos para su sustento del oeste y productos manufacturados del norte.
El sistema de plantación puede verse como el sistema de fábrica aplicado a la agricultura, con una concentración de mano de obra bajo una gestión calificada. Pero mientras que la economía laboral del norte basada en la fabricación industrial estaba impulsada por una demanda creciente, el mantenimiento del sistema económico de plantación dependía del uso de mano de obra esclava que era abundante y barata.
Los cinco principales productos básicos de la economía agrícola del Sur eran el algodón, los cereales, el tabaco, el azúcar y el arroz, con la producción del principal cultivo comercial, el algodón, que se concentraba en el Sur profundo (Misisipi, Alabama y Luisiana).

### Ineficiencia de la agricultura esclavista
El principal historiador de la época fue Ulrich Bonnell Phillips, quien estudió la esclavitud no tanto como una cuestión política entre el Norte y el Sur, sino como un sistema social y económico. Se centró en las grandes plantaciones que dominaban el sur.
Phillips abordó la falta de rentabilidad del trabajo esclavo y los efectos nocivos de la esclavitud en la economía del Sur. Un ejemplo de trabajo comparativo pionero fue A Jamaica Slave Plantation (1914). Sus métodos inspiraron la «escuela Phillips» de estudios sobre la esclavitud, entre 1900 y 1950.
Phillips argumentó que la esclavitud en las plantaciones a gran escala era ineficiente y no progresista. Había alcanzado sus límites geográficos alrededor de 1860 y, por lo tanto, finalmente tuvo que desaparecer (como sucedió en Brasil). En 1910, argumentó en The Decadence of the Plantation System que la esclavitud era una reliquia improductiva que persistía porque producía estatus social, honor y poder político. «La mayoría de los agricultores del sur tenían granjas de tamaño pequeño a mediano con pocos esclavos, pero la riqueza del propietario de la gran plantación, a menudo reflejada en la cantidad de esclavos que poseían, les otorgaba un prestigio y un poder político considerables».
Phillips sostuvo que los amos trataban a las personas esclavizadas relativamente bien; sus puntos de vista sobre ese tema fueron más tarde rechazados por Kenneth M. Stampp. Sus conclusiones sobre el declive económico de la esclavitud fueron cuestionadas en 1958 por Alfred H. Conrad y John R. Meyer en un estudio histórico publicado en el Journal of Political Economy. Sus argumentos fueron desarrollados aún más por Robert Fogel y Stanley Engerman, quienes argumentaron en su libro de 1974, Time on the Cross, que la esclavitud era eficiente y rentable, siempre que el precio del algodón fuera lo suficientemente alto. A su vez, Fogel y Engerman fueron atacados por otros historiadores de la esclavitud.

### Efectos de la economía en la estructura social
A medida que la esclavitud comenzó a desplazar a la servidumbre por contrato como la principal fuente de mano de obra en los sistemas de plantación del sur, la naturaleza económica de la institución de la esclavitud ayudó a aumentar la desigualdad de riqueza observada en el sur anterior a la guerra. La demanda de mano de obra esclava y la prohibición estadounidense de importar más esclavos de África aumentaron los precios de los esclavos, lo que hizo que fuera rentable para las granjas más pequeñas en áreas pobladas más antiguas, como Virginia, vender sus esclavos más al sur y al oeste. El riesgo actuarial, o la pérdida potencial en la inversión de poseer esclavos por muerte, discapacidad, etc., era mucho mayor para los propietarios de pequeñas plantaciones. Acentuados por el aumento en el precio de los esclavos visto justo antes de la Guerra de Secesión, los costos generales asociados con la posesión de esclavos para el propietario individual de la plantación llevaron a la concentración de la propiedad de esclavos observada en vísperas de la Guerra de Secesión.

## Estructura social
Gran parte del sur Antebellum era rural y, en línea con el sistema de plantación, en gran parte agrícola. Con la excepción de Nueva Orleans y Baltimore, los estados esclavistas no tenían grandes ciudades, y la población urbana del sur no podía compararse con la del noreste, ni siquiera con la del oeste agrario. Esto condujo a una fuerte división de clases en los estados del sur, entre la clase «maestra» terrateniente, los granjeros yeoman, los blancos pobres y los esclavos; mientras que en los estados del norte y oeste, gran parte del espectro social estaba dominado por una amplia gama de diferentes clases trabajadoras.

### Desigualdad de riqueza
La conclusión de que, mientras tanto el Norte como el Sur se caracterizaron por un alto grado de desigualdad durante la era de las plantaciones, la distribución de la riqueza era mucho más desigual en el Sur que en el Norte surge de los estudios relacionados con la igualdad de la distribución de la tierra, los esclavos y la riqueza. Por ejemplo, en ciertos estados y condados, debido a la concentración de la tenencia de tierras y la tenencia de esclavos, que estaban altamente correlacionados, el seis por ciento de los terratenientes terminaron controlando un tercio de los ingresos brutos y una porción aún mayor de los ingresos netos. La mayoría de los terratenientes, que tenían plantaciones de menor escala, vieron una parte desproporcionadamente pequeña de los ingresos generados por el sistema de plantaciones impulsado por la esclavitud.

### Efectos de la estructura social en la economía
Mientras que las dos clases más grandes en el sur incluían propietarios de tierras y esclavos y esclavos, existían varios estratos de clases sociales dentro y entre los dos. Al examinar las relaciones de clase y el sistema bancario en el Sur, se puede ver que la explotación económica del trabajo esclavo surge de la necesidad de mantener ciertas condiciones para la existencia de la esclavitud y de la necesidad de que cada uno de los estratos sociales restantes permanezcan en el statu quo. Para cumplir con las condiciones en las que la esclavitud puede continuar existiendo, los miembros de la clase maestra (por ejemplo, blancos, terratenientes, dueños de esclavos) tenían que competir con otros miembros de la clase maestra para maximizar el trabajo excedente extraído de los esclavos. Del mismo modo, para permanecer dentro de la misma clase, los miembros de la clase maestra (y cada clase subsumida a continuación) deben ampliar su derecho a los ingresos derivados del excedente de mano de obra esclava.

## Apuntalamientos mercantilistas
Las ideologías mercantilistas explican en gran medida el surgimiento del sistema de plantaciones en los Estados Unidos. En los siglos XVI y XVII bajo el mercantilismo, los gobernantes de las naciones creían que la acumulación de riqueza a través de una balanza comercial favorable era la mejor manera de asegurar el poder. Como resultado, varias naciones europeas comenzaron a colonizar el continente americano para aprovechar los ricos recursos naturales y fomentar las exportaciones.
Un ejemplo de Inglaterra utilizando las colonias americanas para obtener ganancias económicas fue el tabaco. Cuando el tabaco se descubrió por primera vez como sustancia recreativa, hubo una reacción social generalizada en Inglaterra, encabezada por el propio rey Jacobo I. Sin embargo, a mediados del siglo XVII, el Parlamento se dio cuenta del potencial de ingresos del tabaco y cambió rápidamente su postura moral oficial hacia su uso. Como resultado, surgieron grandes cantidades de plantaciones de tabaco en todo el sur de Estados Unidos para satisfacer la demanda europea. Para 1670, más de la mitad de todo el tabaco enviado a Inglaterra se reexportaba a otros países de Europa con una prima. De manera similar, Gran Bretaña pudo beneficiarse de otros cultivos básicos estadounidenses, como el algodón, el arroz y el índigo. Como dice Russell Menard, la capitalización de Gran Bretaña de la mayor demanda europea de estos cultivos «impulsó la expansión de las colonias de plantaciones estadounidenses, transformó el Atlántico en un mar interior inglés y condujo a la creación del primer Imperio británico».
Muchos afirman que ser parte del sistema mercantilista británico también era lo mejor para los intereses económicos de las colonias americanas, ya que no habrían podido sobrevivir como entidades económicas independientes. Robert Haywood, en su artículo Mercantilism and South Carolina Agriculture, 1700–1763, argumenta que «era impensable que cualquier comercio pudiera prosperar con la camisa de fuerza del comercio internacional reglamentado y restringido, sin la mano guía de un poderoso gobierno protector».

## Efectos económicos adversos
La era de las plantaciones, si bien fue parte de la prosperidad económica inicial del Sur, también fue la razón por la cual el Sur se retrasó en productividad desde principios hasta mediados del siglo XIX. Dado que el sistema de plantaciones requería principalmente un gran volumen de mano de obra no calificada, el Sur no tenía el capital humano para tener éxito cuando terminó la era de las plantaciones. Ulrich Bonnell Phillips sostiene que la plantación «tristemente restringió la oportunidad de los hombres que tenían una mejor calidad industrial que la requerida para las cuadrillas de campo». Esencialmente, los hombres que de otro modo habrían sido capaces de realizar otros trabajos calificados fueron, sin embargo, relegados al trabajo de campo debido a la naturaleza del sistema.
Un artículo de una revista de 1984 de Claudia Goldin y Kenneth Sokoloff sugirió que el Sur asignó mal la mano de obra en comparación con el Norte, que aceptó con más entusiasmo el trabajo de mujeres y niños en sus fábricas para impulsar la industrialización debido a que su valor relativo para la agricultura del Norte es menor que en la agricultura del Sur.
Si bien el sur todavía atraía inmigrantes de Europa, el norte atrajo muchos más durante principios y mediados del siglo XIX, de modo que en el momento de la Guerra de Secesión, la población del norte superaba con creces la población no esclavizada del sur según el censo de 1860 de los Estados Unidos. Colin Woodard argumentó en su libro American Nations de 2011 que el Sur tuvo relativamente menos éxito en atraer inmigrantes debido a la reputación del Sur como una sociedad más estratificada. Los inmigrantes esforzados que buscaban el progreso económico tendían a favorecer al norte más igualitario, en comparación con el sur más aristocrático, donde se percibían menos oportunidades de progreso.